# Олибрије (конзул 491. године)
Флавије Олибрије (грчки : Ολυβριος фл . 491-после 532) је био аристократа Источног римског царства током касне антике и конзул 491. године. Понекад се у изворима помиње као "Олибрије Млађи". Олибрије је преко своје мајке Аниције Јулијане био потомак спојених династија Валентинијанове и Теодосијеве, и унук цара Олибрија (в. 472) и праунук западноримског цара Валентинијана III (в. 425–455). Такође је био потенцијални август након смрти источноримског цара Зенона (в. 474–491) из Лавове династије  .

## Живот
Олибрије је био син Ареобинда Дагалаифа Ареобинда, магистер милитум од 503. до 504. и конзула 506. године, и Аниције Јулијане, ћерке западноримског цара Олибрија и његове жене царице Плацидије, која је била ћерка западноримског цара Валентинијана III и његове супруге царице Лициније Еудоксије.
Алан Камерон објашњава: „Може бити да је, сам међу конзулима о којима се овде говори, Олибрије заправо био познат као 'Олибрије Млађи' у друштвеном и конзуларном контексту. Није тешко ни смислити разлог зашто: постао је конзул као дете, са једва десет година, а можда и мање.“ 
За конзула је постављен као врло млад 491. године. Након тога, Олибрије се оженио Иреном, ћерком Павла и нећаком источноримског цара Анастасија I (в. 491–518); Анастасије је желео да учврсти своју власт кроз везу са Теодосијевом династијом кроз овај брак. Олибрије и Ирена су имали само ћерке, укључујући Пробу, која се удала за Флавија Проба .
Прогнао га је 532. источноримски цар Јустинијан I (в. 527–565) након што је био уплетен у заверу. Његова имовина је заплењена, укључујући цркву Светог Полијевкта чији је ктитор његова мајка и велику кућу која је стајала поред цркве. На крају му је дозвољено да се врати нешто касније и његова заплењена имовина је враћена. Ништа се не зна о томе како су он или његова породица прошли након овога.